# Provincia de Maynas
Maynas es una provincia peruana situada en el departamento de Loreto, en el noreste del Perú. Limita por el norte con la provincia de Putumayo, por el este con la provincia de Mariscal Ramón Castilla, por el sur con la provincia de Requena y por el oeste con la provincia de Loreto y Ecuador.

## Historia

### En la Intendencia de Trujillo
Fue parte de la Intendencia de Trujillo, que llegó a tener nueve partidos que fueron Trujillo, Lambayeque, Piura, Cajamarca, Huamachuco, Chota, Moyobamba, Chachapoyas, Jaén y Maynas. Este último partido anteriormente conformaba los departamentos de lo que hoy se conoce como departamento de San Martín, Ucayali y Loreto, siendo la Intendencia de Trujillo la más grande del virreinato del Perú. Es decir, casi todo el norte del Perú actual. Su primer intendente fue Fernando Saavedra, de 1784 a 1791. Después de este, le seguirían Vicente Gil de Taboada (1791-1805 y 1810-1820), Felice del Risco y Torres (provisional, 1805-1810) y José Bernardo de Tagle (1820), quien dirigió la independencia de la Intendencia.
Fue parte del Gobierno de la Comandancia General de Maynas, que fue una división territorial del Imperio español en el virreinato del Perú, creada mediante una real cédula del 15 de julio de 1802.
Abarcaba los actuales departamentos peruanos de Amazonas, San Martín, La Libertad y Loreto.
En 1822 el Gobierno de Colombia envió al Perú a Joaquín Mosquera a solicitar la restitución de Maynas. El 25 de julio de 1824, el Congreso de la Gran Colombia dictó una ley de división territorial pretendiendo incluir en la provincia de Pichincha del departamento de Quito al cantón de Quijos, según los límites que tenía al tiempo de creación del virreinato de Nueva Granada. Pretendía incorporar también al departamento de Azuay la provincia de Jaén de Bracamoros y Maynas. La negativa peruana a ceder los territorios desencadenó una guerra entre ambos países: la guerra grancolombo-peruana.
A partir de la ley del 21 de noviembre de 1832, Maynas fue integrada al territorio del nuevo departamento peruano de Amazonas, del cual se separó en 1853, cuando se crea un gobierno político en Loreto.
En la actualidad, tiene muy buenas relaciones con los departamentos de Huánuco y Ancash, y departamentos que fueron parte de la Intendencia de Trujillo como San Martín, Ucayali y La Libertad.
El decreto supremo del 26 de abril de 1822, firmado por José Bernardo de Tagle, transformó la Comandancia General de Maynas en el departamento de Quijos, con derecho a elegir diputados. En 1825 Maynas pasó a integrar parte del departamento de La Oroya.

## División político-administrativa
La provincia de Maynas es la más poblada del departamento de Loreto y está en manos de la Municipalidad de Maynas. En el centro se encuentra la conurbación de Iquitos Metropolitano; cabe destacar que casi toda la población de la provincia vive en esta área metropolitana. 
Tiene una extensión de 73,931.51 km² y después de la creación de la provincia de Putumayo en 2014, Maynas perdió su frontera con Colombia, quedando solo una salida hacia el extranjero mediante el río Napo hacia Ecuador. Aun así sigue siendo la provincia más grande territorialmente del departamento de Loreto.
Actualmente se divide en once distritos:
1. Iquitos
2. Alto Nanay
3. Fernando Lores
4. Indiana
5. Las Amazonas
6. Mazán
7. Napo
8. Punchana
9. Torres Causana
10. Belén[8]
11. San Juan Bautista[8]

## Población
Según el Instituto Nacional de Estadística e Informática (INEI), la provincia de Maynas tiene una población de 479,866 habitantes de acuerdo con el último censo oficial del 2017 y una proyección de 563.804 habitantes para el año 2023.

## Capital
La capital de esta provincia es la ciudad de Iquitos, y el área metropolitana más grande es la conurbación de Iquitos Metropolitano.

## Autoridades

### Regionales
- Consejeros regionales
  - 2023-2026[10]

  1. Genaro Paulo Alvarado Tuesta  (Movimiento Esperanza Región Amazónica)
  2. Luis Fernando Molano Acosta (Partido Democrático Somos Perú)
  3. Luisa Huansi Romero (Partido Democrático Somos Perú)

### Municipales
- 2023-2026[10]
  - Alcalde: Vladimir Chong, de Somos Perú.
  - Regidores:

  1. Ernesto Dávila Munárriz (Movimiento Esperanza Región Amazónica)
  2. George Anthony Mera Panduro (Movimiento Esperanza Región Amazónica)
  3. Ángel Ricardo Tejedo Huamán (Movimiento Esperanza Región Amazónica)
  4. María Amanda Sevillano Bartra (Movimiento Esperanza Región Amazónica)
  5. Víctor Arturo Jesús Castillo Canani (Movimiento Esperanza Región Amazónica)
  6. María Elena Lau Soria (Movimiento Esperanza Región Amazónica)
  7. Brian Harold Ripalda Larraín (Movimiento Esperanza Región Amazónica)
  8. Edinson Cardozo Zumba (Movimiento Esperanza Región Amazónica)
  9. Daniella Carola Aréstegui Pezzini (Movimiento Esperanza Región Amazónica)
  10. Marisa Alvina Díaz Panduro (Restauración Nacional)
  11. Estheli Margareth Huayunga Ojanama (Restauración Nacional)
  12. Augusto Ontere Barba del Águila (Restauración Nacional)
  13. Genaro Paulo Alvarado Tuesta (Restauración Nacional)
  14. Romeo Wong del Águila (Movimiento Integración Loretana)
  15. Óscar Martín Noriega Rengifo (Movimiento Integración Loretana)

## Festividades
- 5 de enero: Aniversario de Fundación del Puerto Fluvial de Iquitos sobre el río Amazonas
- 24 de febrero: Carnaval Loretano
- 1 al 5 de mayo: Fiesta Patronal San Felipe y Santiago
- 21 al 27 de junio: Semana Turística de Iquitos